# Musei dell'Università degli Studi di Padova
I musei dell'Università degli Studi di Padova costituiscono un sistema museale coordinato dall'Ateneo patavino, che raccoglie e valorizza il patrimonio scientifico, storico e artistico accumulato dall'ateneo nel corso dei suoi oltre 800 anni di storia. La rete è formata da 11 sedi museali - la più recente e maggiore è il Museo della Natura e dell'Uomo - e da altre 19 collezioni distribuite nei vari dipartimenti.
La maggior parte dei musei sono situati nel centro storico di Padova, tre nell'ambito del Veneto. Anche la loro collocazione in palazzi storici e nelle sedi dei dipartimenti è motivo d'interesse per i visitatori.
I musei hanno una particolare valenza didatttica; tutti offrono visite guidate su prenotazione. Alcuni musei sono aperti su prenotazione.

## Storia

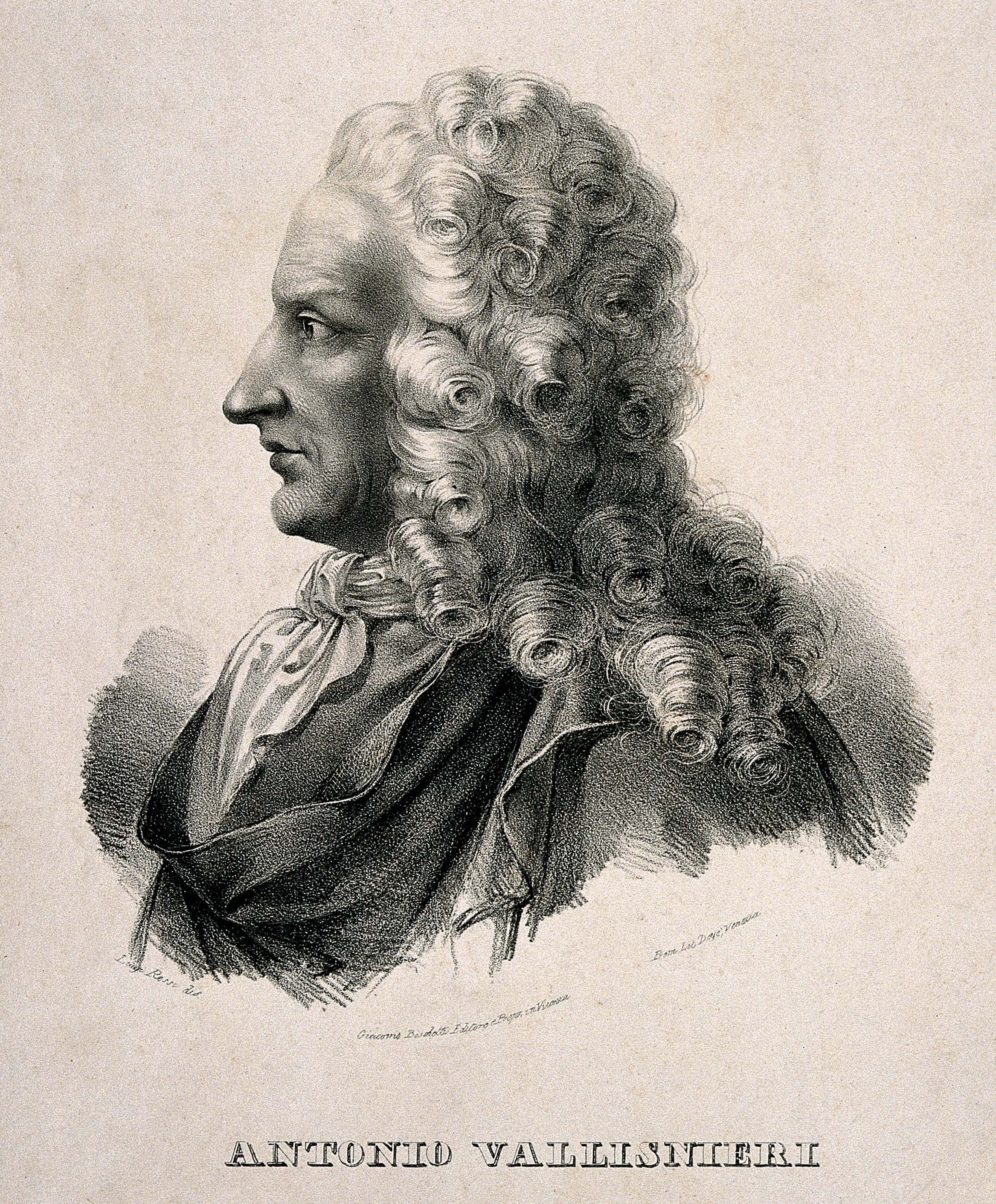
Antonio Vallisneri

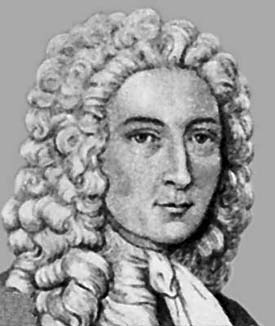
Giovanni Poleni

Le origini del patrimonio museale dell'Università di Padova risalgono al 1545, quando fu fondato l'Orto botanico di Padova come Hortus medicus per l'insegnamento della botanica farmaceutica agli studenti di Medicina.

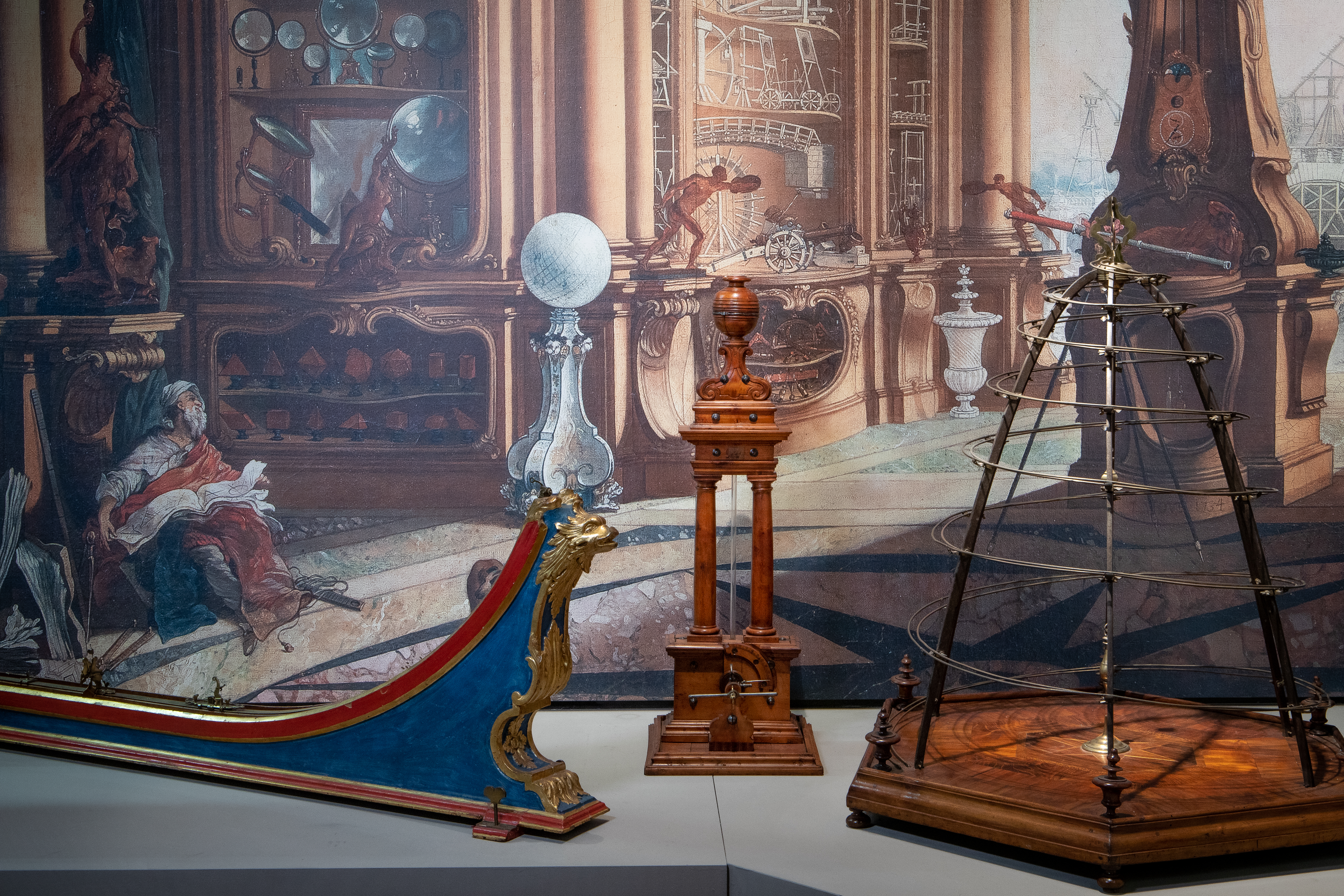
Lo studio del moto nel Gabinetto di Fisica settecentesco di Giovanni Poleni

Nel primo Settecento il medico e naturalista Antonio Vallisneri avviò un'ampia raccolta di curiosità scientifiche e reperti naturali; il figlio Antonio Vallisneri junior donò tale collezione all'Ateneo nel 1733, formando il «Museo Vallisneriano», nucleo primigenio dei successivi musei naturalistici.
Nel 1739, con la cattedra di filosofia sperimentale, il fisico Giovanni Poleni istituì il Gabinetto di Fisica, dotandolo di strumenti europei d'avanguardia che resero Padova uno dei principali centri per la didattica sperimentale: quelle apparecchiature costituiscono l'attuale Museo Giovanni Poleni.
All'inizio del XIX secolo, nel 1805, il Museo di Scienze Archeologiche e d'Arte iniziò la sua vita autonoma come museo didattico basato sulla collezione della famiglia Mantova Benavides (Padova, sec. XVI), che era stata acquisita agli inizi del XVIII secolo da Vallisneri senior e donata dal figlio nel 1733, e che venne in seguito arricchita da reperti da donazioni private e da campagne di scavo.

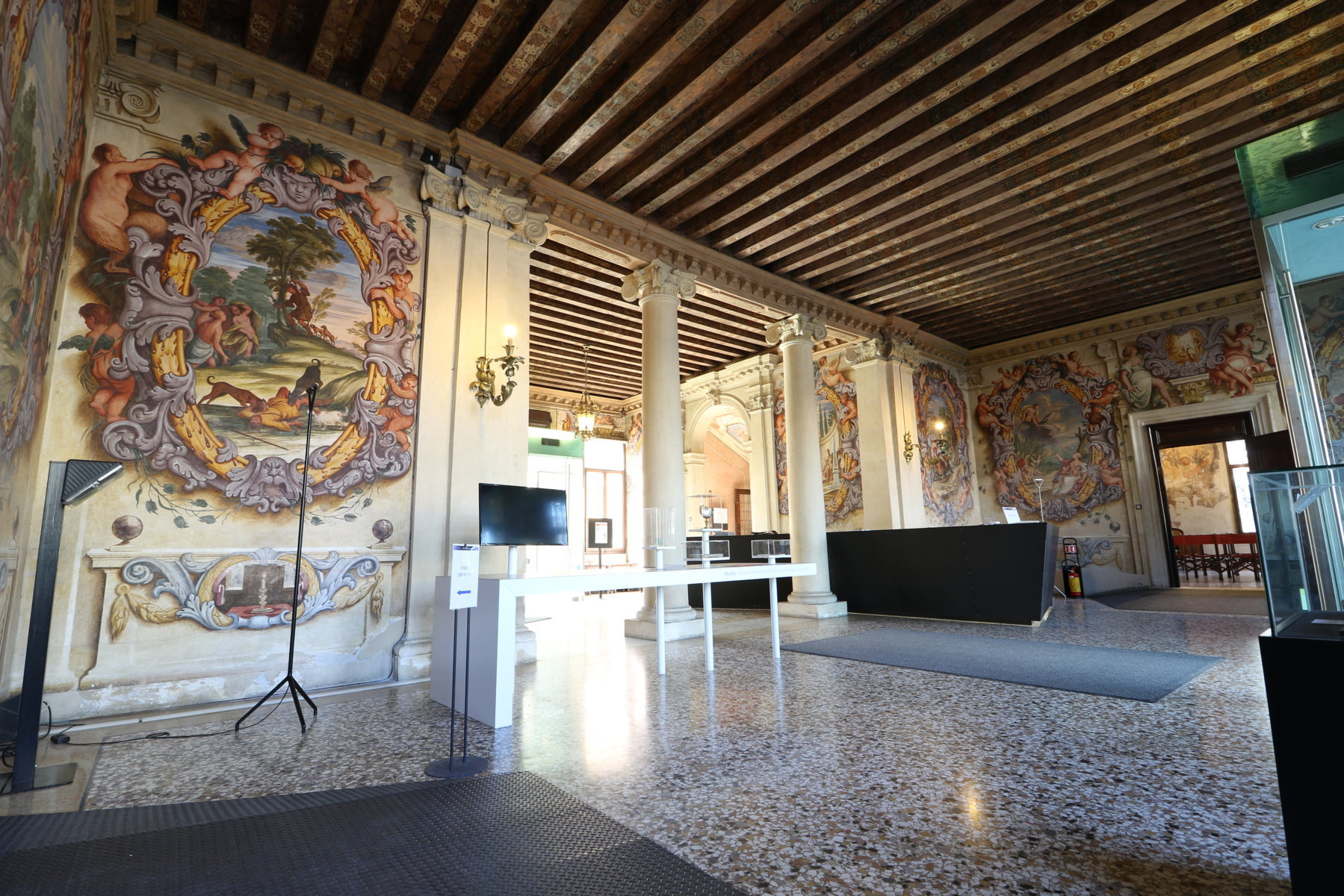
Atrio di Palazzo Cavalli alle Porte Contarine, storica sede delle collezioni dell'ateneo e ora parte del Museo della Natura e dell'Uomo.

Le collezioni vallisneriane, collocate nel cinquecentesco Palazzo Cavalli "alle Porte Contarine", si arricchirono fra il XVIII e il XIX secolo di reperti zoologici, mineralogici, fossili e manufatti etnografici, riflettendo l'espansione delle scienze naturali.
Nel XIX secolo la crescente specializzazione disciplinare portò alla nascita di musei distinti. La sezione di mineralogia, consolidata durante i governi napoleonico e asburgico, fu formalmente riconosciuta all'inizio dell'Ottocento. Parallelamente la collezione geologica e paleontologica fu accresciuta dalle ricerche di Giovanni Omboni e degli allievi.
Nel 1882 Giovanni Canestrini fondò il Museo di Antropologia dell'Università. Nello stesso anno, l'ingegnere Enrico Bernardi sperimentò la Motrice Pia, uno dei primi motori a benzina; i prototipi, insieme ai motori «Lauro» e al triciclo a benzina del 1894, furono conservati nell'Istituto di Macchine e nel 1920 formarono il nucleo del Museo di macchine "Enrico Bernardi", testimone dello sviluppo dell'ingegneria meccanica italiana.
Il Novecento vide l'allargamento del patrimonio museale a nuove discipline. Nel 1993 fu istituito il Museo dell'Educazione. Nel 2019, a Palazzo Wollemborg, è stato inaugurato il Museo di Geografia, primo museo universitario italiano dedicato alla disciplina.
Per coordinare e tutelare collezioni distribuite in numerosi dipartimenti, l'Ateneo ha istituito il Centro di Ateneo per i Musei (CAM) dotandolo di competenze in catalogazione, conservazione, accessibilità e divulgazione. Il CAM ha promosso progetti di digitalizzazione, percorsi inclusivi (MuseAbile) e riallestimenti museografici fra il 2020 e il 2024.
Nel 2023 sono stati inaugurati il Museo botanico e il Museo della Natura e dell'Uomo, che ha unificato le quattro storiche collezioni di Antropologia, Mineralogia, Geologia e Paleontologia e Zoologia, creando il più grande museo scientifico universitario d'Italia e tra i maggiori d'Europa.

## Musei

### Museo della Natura e dell'Uomo
Inaugurato il 23 giugno 2023 nel cinquecentesco Palazzo Cavalli alle Porte Contarine e nel suo ampliamento moderno, il Museo della Natura e dell'Uomo occupa 3 800 m² su tre livelli, con 38 sale, 700 m² di aree tecniche, 400 m² dedicati alle mostre temporanee e 550 m² di uffici. Ciò lo rende il maggiore museo scientifico universitario d'Italia e tra i più grandi d'Europa.
L'allestimento multimediale comprende 193 vetrine, 89 exhibit interattivi, 80 pannelli didattici e 25 modelli tattili per garantire l'accessibilità a tutti i visitatori.
Il percorso espositivo riunisce le collezioni dei quattro precedenti musei universitari di Antropologia, Mineralogia, Geologia e Paleontologia e Zoologia, ed è organizzato in sei aree tematiche interattive: Origine del pianeta Terra; Evoluzione della vita; Mineralogia e gemme; Fauna del passato e del presente; Antropologia e culture umane; Interazione uomo-natura.
Il Museo della Natura e dell'Uomo è aperto da martedì a domenica, con visite guidate il fine settimana e nei giorni festivi su prenotazione. Fa parte del circuito Padova città della scienza che permette di visitare con un unico biglietto i principali luoghi della Scienza dell'Università di Padova (include l'Orto botanico e Palazzo del Bo).

#### Sezione di Antropologia
Raccoglie oltre 20 000 reperti scheletrici umani ed etnografici, datati dal XIX secolo a oggi, suddivisi in collezioni di osteologia, paletnologia ed etnografia, con un nucleo di arte orientale.

#### Sezione di Mineralogia
La collezione "Alessandro Guastoni" espone oltre 10 000 campioni mineralogici, gemme e meteoriti provenienti da tutto il mondo, illustrando i processi cristallografici e le proprietà chimico-fisiche dei minerali.

#### Sezione di Geologia e Paleontologia
Espone fossili storici e nuovi ritrovamenti, rocce e modelli didattici, con approfondimenti sugli eventi di estinzione di massa e sulla formazione geologica del bacino mediterraneo.

#### Sezione di Zoologia
Documenta la biodiversità animale con circa 15 000 esemplari tassidermizzati e in liquido, affiancati da postazioni di realtà aumentata e modelli tattili che permettono un'esperienza multisensoriale.

### Altri musei

#### Museo Giovanni Poleni

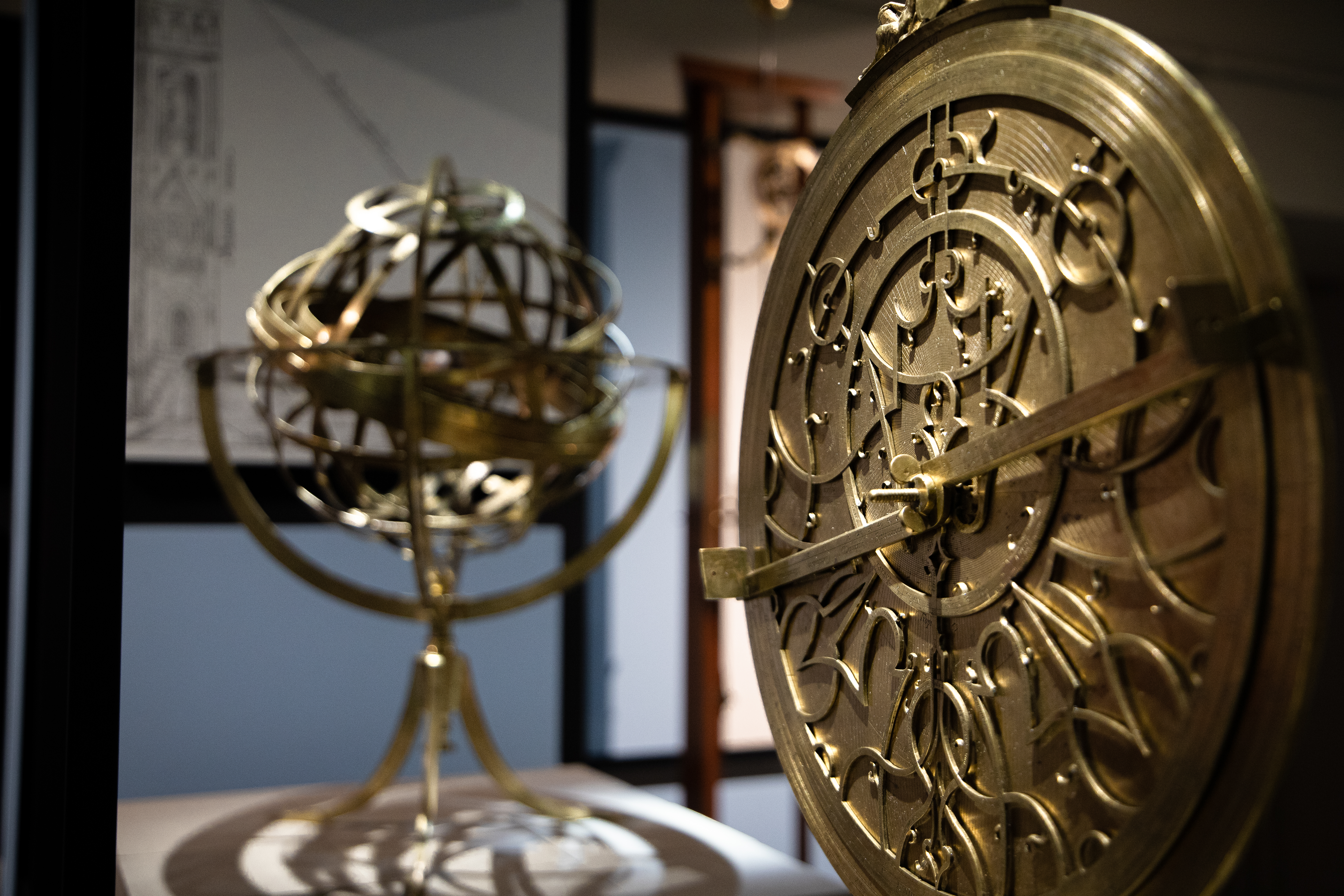
Esposizione del Museo Giovanni Poleni: un astrolabio di Renerus Arsenius (1566) e una sfera armillare composta.

Il Museo Giovanni Poleni, gestito dal dipartimento di fisica dell'Università di Padova, ospita diversi reperti riguardanti lo sviluppo e lo studio della fisica moderna. Trae origine dal Gabinetto di Fisica istituito nel 1739 dal matematico, fisico e ingegnere Giovanni Poleni, uno dei primi laboratori di fisica sperimentale universitari in Europa.
Nel corso del Novecento, l'Università di Padova fu un centro importante nell'ambito della ricerca legato a questa nuova branca della fisica, con lo scopo di superare le barriere imposte dalla fisica classica. Esponenti quali Bruno Rossi, Pietro Bassi e Antonio Rostagni furono infatti dei pionieri del settore, con specializzazioni, per esempio, nello studio del fenomeno dei raggi cosmici.
La collezione comprende oltre 700 strumenti scientifici originali utilizzati per lezioni e ricerche dal XVIII al XX secolo, tra cui bilance di precisione, barometri, telescopi e galvanometri, camere a bolle e a nebbia utilizzate per la visualizzazione delle tracce lasciate delle particelle.
Il museo ha sede nel complesso di Palazzo Capodilista ed è aperto la domenica pomeriggio, o con visite guidate su prenotazione dal lunedì al venerdì, che includono dimostrazioni dal vivo e atelier interattivi, con specifiche attività per famiglie pensate per un'esperienza multisensoriale adatta a grandi e piccoli.

#### Museo di Scienze Archeologiche e d'Arte

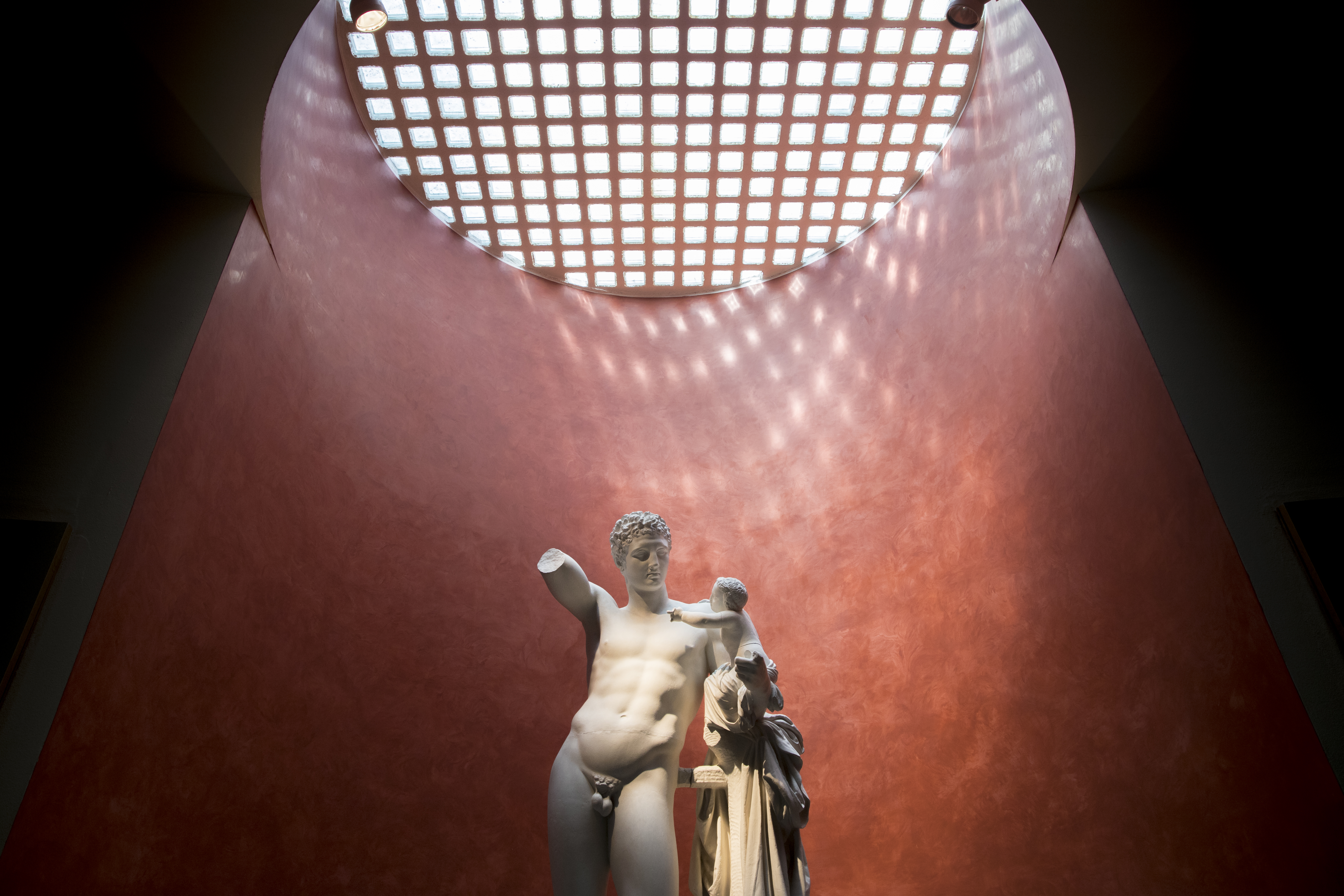
Museo di Scienze Archeologiche e d'Arte - Hèrmes con Diòniso bambino

Inaugurato nel 1805 come Gabinetto archeologico, il museo è ospitato nel cinquecentesco Palazzo Liviano, ristrutturato nel 2008 mantenendo l'allestimento originario.
La collezione Mantova Benavides comprende oltre 1 200 reperti tra sculture in stucco, ceramiche e frammenti lapidei provenienti dall'area veneta e dal bacino mediterraneo, affiancata da una gipsoteca con calchi dal XVI al XIX secolo.
Il museo è aperto il mercoledì pomeriggio e la mattina del primo sabato del mese, su prenotazione gli altri giorni. Organizza mostre tematiche annuali e laboratori di archeologia sperimentale per studenti universitari e delle scuole.

#### Museo di Geografia

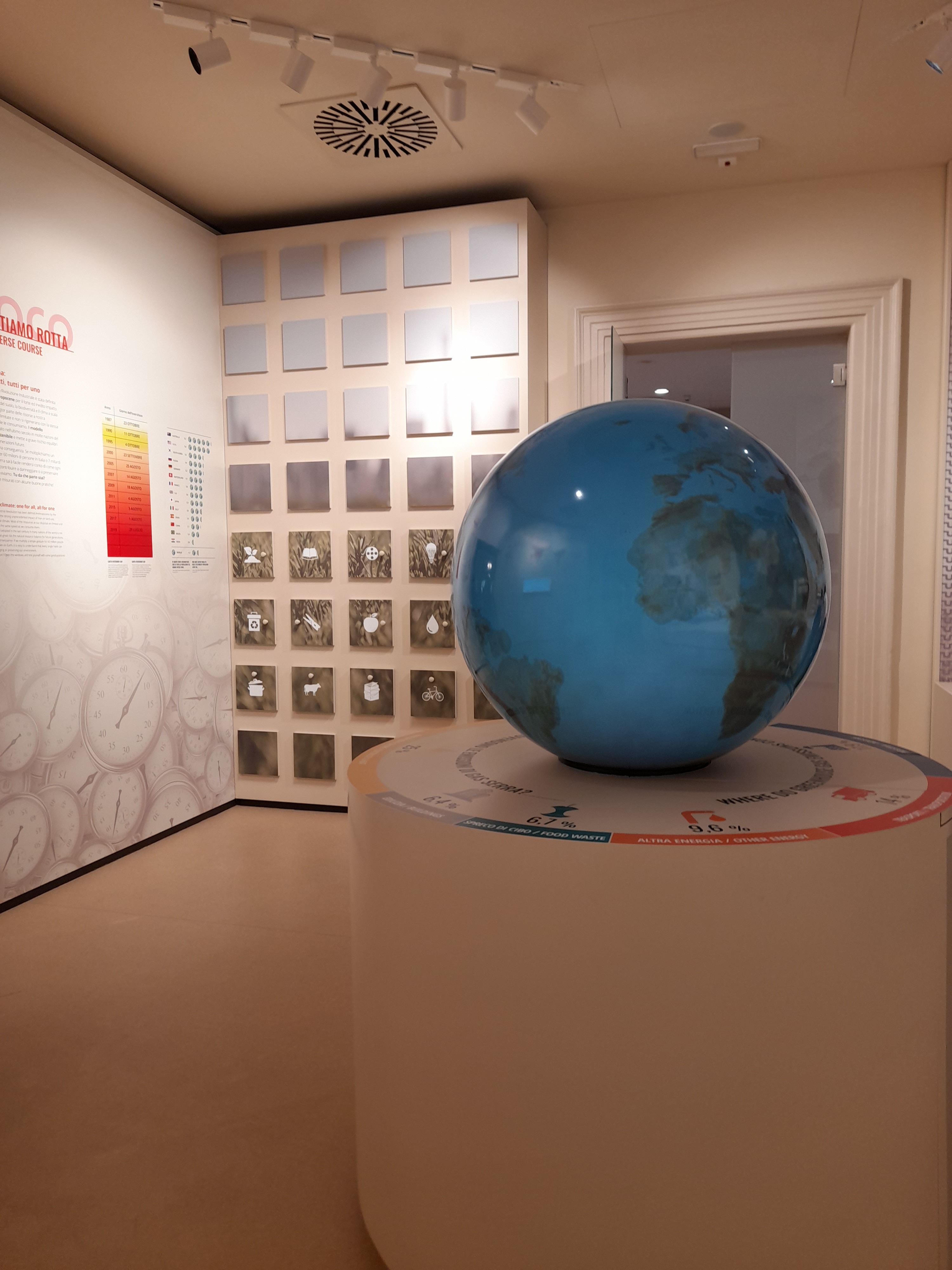
Museo di geografia dell'Università di Padova

Fondato il 3 dicembre 2019 e ospitato nel cinquecentesco Palazzo Wollemborg, il Museo di Geografia dell'ateneo patavino è il primo museo universitario italiano dedicato alla disciplina. Raccoglie collezioni di strumenti, carte, globi, plastici e fotografie che testimoniano oltre 150 anni di ricerca geografica.
Il percorso «Esplora, Misura, Racconta» si articola in tre tappe e combina strumenti, mappe, globi, modelli e fotografie in installazioni multimediali; la realtà aumentata sovrappone dati territoriali contemporanei a carte antiche, mentre video-interviste approfondiscono l'evoluzione del pensiero geografico.
Il museo è aperto al pubblico nei pomeriggi di domenica e martedì; è visitabile su prenotazione negli altri giorni, escluso il sabato.

#### Museo dell'Educazione
Allestito nel 1993 presso il Palazzo del Bo, conserva oltre 10 000 pezzi tra libri di testo, giocattoli didattici, lavagne e arredi scolastici dal XIX secolo a oggi.
Le sale sono organizzate in tre periodi storici (1810–1910; 1910–1950; 1950–2000) e includono un laboratorio di calligrafia storica e la ricostruzione di una classe del 1900.
Aperto da martedì a sabato, con ingresso gratuito, offre visite didattiche per scuole e workshop per insegnanti su prenotazione.

#### Museo Botanico
Il Museo Botanico, inaugurato il 13 febbraio 2023, è parte integrante dell'Orto botanico di Padova e ne espone le collezioni storiche più importanti. Conserva un herbarium con oltre 800 000 campioni essiccati e collezioni di semi, rami e foglie, oltre a strumenti originali del Settecento.
Una sezione è dedicata alla botanica storica, con opere di Giovanni Battista Amici, Linneo e altri studiosi, e un laboratorio di tassonomia per studenti universitari.
Il museo fa parte del percorso di visita dell'Orto botanico. Aperto tutti i giorni, offre visite guidate, corsi di botanica applicata e attività per famiglie.

#### Museo di macchine "Enrico Bernardi"

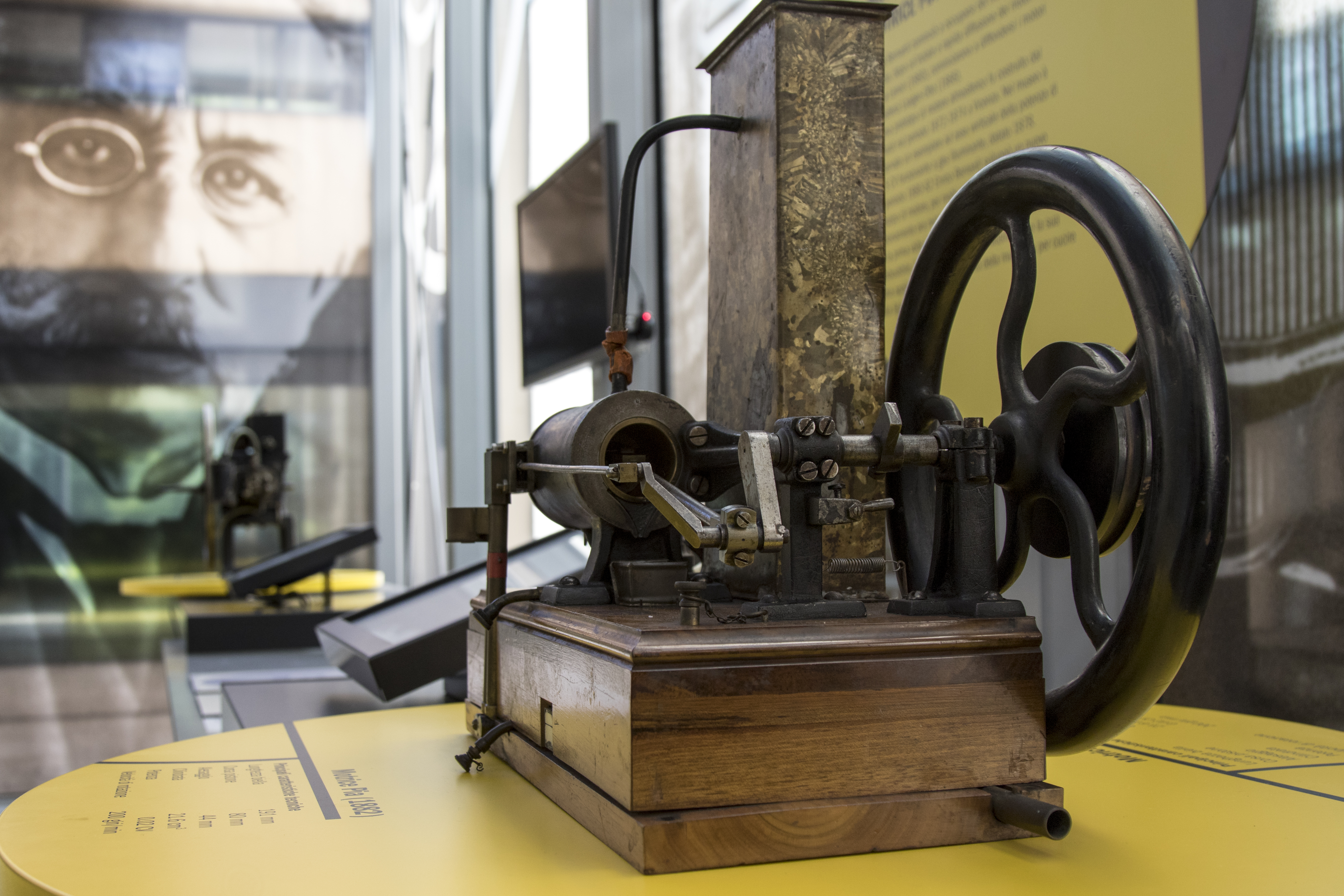
Museo di macchine "Enrico Bernardi": Enrico Bernardi e la motrice "Pia"

Il Museo, situato all'interno del complesso di Ingegneria Industriale in via Venezia, conserva i prototipi di motori a combustione progettati da Enrico Bernardi tra il 1882 e il 1894, inclusa la motrice "Pia" e il triciclo a benzina, prime sperimentazioni automobilistiche italiane.
La collezione comprende utensili e attrezzature dell'officina originaria e modelli didattici utilizzati fino al 1950 per l'insegnamento di meccanica e termotecnica.
Rimane aperto una domenica al mese oppure su prenotazione. Visite guidate e dimostrazioni sono su prenotazione; l'ingresso è gratuito.

#### Museo degli Strumenti dell'Astronomia
Il Museo degli Strumenti dell'Astronomia si trova presso l'Osservatorio astrofisico di Asiago ed è parte del dipartimento di Fisica e Astronomia dell'Università di Padova.
Il percorso espositivo racconta la storia dell'astronomia attraverso una collezione di strumenti utilizzati dagli anni 1940 agli anni 1980, tra cui spettrografi, fotometri e archivi di lastre fotografiche di grande valore storico.
Le sale tematiche si sviluppano anche nella storica cupola del telescopio "Galileo", un riflettore da 122 cm che ha permesso importanti scoperte, permettendo ai visitatori di esplorare strumenti che hanno contribuito a rivoluzionare lo studio dell'universo. 
Archivi e lastre fotografiche originali sono conservati nel museo come testimonianze delle osservazioni fondamentali compiute all'Osservatorio di Asiago.
Il Museo è aperto esclusivamente per visite gratuite su prenotazione.

#### Museo didattico di Medicina Veterinaria
Il Museo didattico di Medicina Veterinaria è stato istituito a metà degli anni novanta per valorizzare il patrimonio osteologico e plastinato dell'ateneo, raccogliendo preparati di animali domestici e selvatici utili alla didattica e alla ricerca. Alcuni di questi preparati provengono dall'antico gabinetto zooiatrico patavino, fondato nel 1774 da Giuseppe Orus e attivo fino al 1873.
Il Museo è parte integrante del Dipartimento di Biomedicina Comparata e Alimentazione e ha sede nel Campus di Agripolis a Legnaro (PD).
Le visite avvengono solo su prenotazione. Il Museo offre anche percorsi educativi e laboratori di anatomia comparata pensati per le scuole di ogni ordine e grado, che approfondiscono aspetti di anatomia normale e patologica dei vertebrati.

#### Museo di Anatomia Umana "G. B. Morgagni"
Il museo ospita oltre 1 500 preparati anatomici e patologici ottocenteschi unici, catalogati nelle sezioni di anatomia normale e patologica, con integrazione di tavole storiche.
Tra i pezzi di rilievo vi sono preparati di organi rari e patologie studiate da Giovanni Battista Morgagni, nonché strumenti chirurgici storici in acciaio e bronzo.
Il museo, situato all'interno del complesso degli Istituti Anatomici nella zona ospedaliera in Via Aristide Gabelli, è accessibile su prenotazione anticipata e offre corsi di dissezione e conferenze sul patrimonio anatomico, per gruppi di studenti e professionisti.

#### Museo di Zoologia Adriatica "Giuseppe Olivi"
Il Museo di Zoologia Adriatica "Giuseppe Olivi" è ospitato dal settecentesco Palazzo Grassi di Chioggia (VE) ed è sede della più importante collezione storica di fauna marina dell'Adriatico raccolta tra fine Ottocento e metà Novecento dalla Stazione Idrobiologica "Umberto D'Ancona" di Chioggia. Il percorso espositivo, su due livelli, valorizza i preparati in liquido e gli esemplari tassidermizzati.
Tra le sale espositive, la Sala dello Squalo ospita un esemplare di Cetorhinus maximus lungo circa otto metri. Le collezioni comprendono inoltre esemplari di pesci, crostacei, molluschi e altri invertebrati, corredati da diorami e pannelli descrittivi che illustrano i vari habitat marini.
Il museo supporta le attività di ricerca del Dipartimento di Biologia attraverso l'integrazione delle collezioni con materiali di studio della Stazione Idrobiologica, tra cui dati sulle catture ittiche e analisi ecologiche dell'Adriatico settentrionale.
Per le scuole e i gruppi il Museo propone visite guidate gratuite su prenotazione e laboratori didattici che combinano attività in aula con escursioni lungo le rive del Canale Vena e al mercato ittico di Chioggia, offrendo un approccio pratico all'ecologia marina.
Il Museo organizza inoltre eventi speciali per famiglie e collabora con il Museo civico della Laguna Sud in proposte culturali congiunte dedicate al patrimonio marino e lagunare.

## Collezioni museali
Oltre ai musei, l'Università di Padova possiede numerose collezioni distribuite nei vari dipartimenti.
Le collezioni, coordinate dal Centro di Ateneo per i Musei, sono suddivise in quattro macro-aree tematiche. Esse rappresentano nuclei di studio e documentazione che integrano l'attività dei musei veri e propri e testimoniano l'evoluzione delle discipline scientifiche, tecniche, artistiche e mediche dell'Ateneo.

### Collezioni di area naturalistica
Le raccolte naturalistiche provengono dai dipartimenti agrari e biologici e documentano la biodiversità animale nonché la meccanizzazione agricola fra XIX e XXI secolo.
Collezione di modelli di macchine agricole – TESAFOltre duecento modelli in legno e ferro che riproducono fedelmente aratri, trebbiatrici e altre attrezzature agrarie realizzate tra Ottocento e Novecento.
Collezioni zoologiche – DAFNAEPiù di quindicimila esemplari entomologici, vertebrati naturalizzati e campioni in liquido raccolti dall'ex Istituto di Entomologia Agraria e da campagne di ricerca sul territorio nazionale.

### Collezioni di area tecnico-scientifica
Queste collezioni illustrano lo sviluppo degli strumenti di indagine, delle tecnologie e della didattica nelle scienze applicate, dall'Ottocento ai primi computer.
Collezioni del Centro di Sonologia Computazionale – DEISintetizzatori, hardware audio, registrazioni e software che documentano la ricerca sulla musica elettronica dal 1970 in poi.
Collezione di topografia e geodesia – DICEATeodoliti, livelli e bussole compresi fra il XVII e il XX secolo provenienti dal Gabinetto di Geodesia fondato nel 1837.
Collezione di idraulica – DICEAStrumenti idrometrici e modelli di opere fluviali creati dal 1867 nel laboratorio di Idrometria dell'Ateneo.
Collezione di modelli di ponti – DICEANovantasette modelli lignei e metallici di ponti e strutture metalliche realizzati fra 1890 e 1910 nel Gabinetto di Ponti.
Collezione storica di ingegneria industriale – DIIApparati meccanici, termotecnici ed elettrotecnici che illustrano la didattica dell'ingegneria fra XIX e XX secolo.
Collezione di geodesia, geografia fisica e fisica terrestre – GeoscienzeStrumenti per il rilevamento gravimetrico e la misura del campo terrestre fra fine Ottocento e anni 1970.
Collezione di strumenti storici di chimica – DiSCSessanta apparecchi analitici, tra cui spettrometri e camere a raggi X, datati 1890-1970.
Collezione di modelli e strumenti matematici – DMCirca centocinquanta modelli in legno, gesso e filo per rappresentare superfici algebriche e curve speciali (1850-1950).
Collezione di psicologia sperimentale – DPGTachistoscopi, stimolatori e cronoscopi impiegati negli studi su percezione e apprendimento fra 1920 e 1980.
Collezione di calcolatori per la ricerca statistica – STATCalcolatrici meccaniche, mainframe e primi PC utilizzati in ambito demografico ed economico fra 1930 e 1980.
Collezione di strumenti di mineralogia – GeoscienzeGoniometri, camere a raggi X e spettrometri che documentano l'analisi cristallografica fra 1900 e 1970.
Collezione di cartoni giapponesi – TESAFOttanta contenitori in fibra di gelso prodotti fra 1867 e 1880 per il trasporto di uova di baco da seta dal Giappone all'Italia.

### Collezioni di area storico-artistica
Questa sezione comprende il patrimonio artistico frutto di donazioni e committenze interne.
Collezione di opere d'arte Luigi Chieco Bianchi – DiSCOGOpere di artisti veneti dal secondo Novecento ai primi Duemila, donate o acquisite su iniziativa del prof. Luigi Chieco Bianchi (1933-2023), docente di oncologia.

### Collezioni di area medica
Le collezioni mediche illustrano l'evoluzione delle discipline cliniche e farmaceutiche fra XIX e XX secolo.
Collezione di strumenti e parti di strumenti radiologici e accessori – DIMEDApparecchiature diagnostiche che documentano i progressi della radiologia dal 1900.
Collezioni di farmacia e farmacologia – DSFStrumenti galenici, vetreria e preparati che testimoniano la pratica farmaceutica universitaria fra XIX e XX secolo.
Collezioni di oculistica – DNSApparati diagnostici e terapeutici per l'oftalmologia raccolti a partire dagli anni 1920.
Collezione di cere ostetriche e strumentazione ostetrico-ginecologica antica – SDBModelli ceroplastici e strumenti chirurgici impiegati nell'insegnamento ostetrico fra XIX e XX secolo.

## CAM - Centro di Ateneo per i Musei
Il Centro di Ateneo per i Musei (CAM) è l'organismo che coordina i musei e le collezioni dell'Università di Padova, promuovendo la tutela e la valorizzazione del patrimonio storico-scientifico e artistico dell'Ateneo.
Nel pieno rispetto dell'autonomia di ciascun Museo, il CAM detta le linee comuni che riguardano lo sviluppo scientifico e culturale di Musei e Collezioni, in termini di:
- catalogazione delle collezioni, secondo criteri omogenei e funzionali, nel rispetto delle vigenti normative nazionali così da garantire al contempo il miglior dialogo con le principali banche dati in ambito internazionale
- conservazione delle collezioni, promuovendo le attività di restauro e ripristino conservativo, nonché il loro arricchimento con nuove acquisizioni e donazioni;
- promozione delle attività di studio e ricerca nell'ambito dei Musei e delle Collezioni, favorendo lo scambio anche con docenti e ricercatori di altri Atenei italiani ed esteri, nonché la partecipazione dei Musei a progetti di ricerca di alto livello
- valorizzazione del patrimonio, attraverso il coordinamento delle attività di apertura al pubblico ordinaria e straordinaria, delle attività didattiche rivolte a studenti di ogni ordine e grado, nonché grazie all'utilizzo di nuove tecnologie di comunicazione all'avanguardia.

Il CAM cura inoltre rapporti con enti e associazioni museali a livello nazionale e internazionale, da ICOM, a Universeum, a Coimbra Group Universities, e supporta l'attiva partecipazione dei suoi Musei ai principali eventi internazionali di grande respiro: Notte europea dei ricercatori, Settimana dei Beni culturali, Settimana della ricerca scientifica, Settimana del Pianeta Terra, European Academic Heritage Day.
La sede del CAM è situata a Palazzo Cavalli alle Porte Contarine a Padova.